# Stirexephanes latimodjongis
Stirexephanes latimodjongis är en stekelart som först beskrevs av Heinrich 1934.  Stirexephanes latimodjongis ingår i släktet Stirexephanes och familjen brokparasitsteklar. Inga underarter finns listade i Catalogue of Life.